# Amatori Catania Rugby 2006-2007

## Super 10 2006-07

### Stagione regolare
| Incontro                     | Andata | Ritorno |
| ---------------------------- | ------ | ------- |
| Viadana — Amatori Catania    | 52-12  | 17-12   |
| Amatori Catania — GRAN Parma | 17-20  | 3-9     |
| L’Aquila — Amatori Catania   | 24-19  | 23-34   |
| Amatori Catania — Rovigo     | 24-22  | 3-21    |
| Capitolina — Amatori Catania | 40-18  | 26-20   |
| Parma — Amatori Catania      | 60-27  | 27-26   |
| Calvisano — Amatori Catania  | 50-6   | 20-24   |
| Parma — Amatori Catania      | 40-9   | 10-36   |
| Amatori Catania — Benetton   | 0-41   | 19-41   |

#### Risultati della stagione regolare
| Posizione | G  | V | N | P  | PF  | PS  | DP   | B | Pt |
| --------- | -- | - | - | -- | --- | --- | ---- | - | -- |
| 9ª        | 18 | 4 | 0 | 14 | 294 | 531 | -237 | 7 | 23 |

## Coppa Italia 2006-07

### Prima fase

#### Girone A
| Incontro                     | Risultato |
| ---------------------------- | --------- |
| Amatori Catania — Capitolina | 21-31     |
| Viadana — Amatori Catania    | 9-12      |
| Benetton — Amatori Catania   | 48-5      |
| Amatori Catania — GRAN Parma | 29-26     |

#### Risultati del girone A
| Posizione | G | V | N | P | PF | PS  | DP  | B | Pt |
| --------- | - | - | - | - | -- | --- | --- | - | -- |
| 4ª        | 4 | 2 | 0 | 2 | 67 | 114 | -47 | 1 | 9  |